# Ratu
Ratu fue un dúo de música indonesio formado en 1999 por Maia Estianty y su esposo, el cantante y músico Ahmad Dhani, en el que tocaban los instrumentos musicales llamados "Pinkan Mambo", y cantaban.

## Trayectoria
Ratu entró a la escena musical de Indonesia con su primer álbum titulado, Bersama (Together, 2003). Después de un breve descanso producida por la salida de Mambo en 2004, el grupo se formó de nuevo con Mulan Kwok como vocalista. Esta nueva formación tuvo más éxito con sus canciones más exitosas como "Teman Tapi Mesra" ("Friends with Benefits") y "Lelaki Buaya Darat" ("Womaniser"), lanzado durante su período, ambos títulos de las canciones más adelante se convirtieron en términos comunes en el vocabulario de Indonesia. Su segundo álbum de estudio del grupo, titulado No. Satu (Número Uno, 2006), vendió más de 200.000 copias desde el día de su estreno, batiendo un récord haciendo historia sobre el talento de grupos femeninos de Indonesia. El grupo se disolvió en 2007.
Ratu fue el más exitoso grupo femenino de música indonesia de la década del 2000. Aparte de su música, eran conocidas por su apariencia física y una amplia cobertura en los medios de información y entretenimiento. A través de su elección en el vestuario, Ratu ha ido popularizando su estilo musical llamado Harajuku de Indonesia. A lo largo de su carrera, la banda ganó numerosos premios, como en los premios musicales MTV Ampuh. Su éxito inspiró a muchos otros grupos a seguir sus pasos.

## Discografía
- Bersama (Together; 2003)
- Ratu & Friends (2005)
- No. Satu (Number One; 2006)

## Tours de conciertos
- Rock in Love (2005–2006)
- A Mild Live Soundrenaline (2007)

## Premios
| Año  | Premio                   | Categoría                    | Obra                 | Resultados |
| ---- | ------------------------ | ---------------------------- | -------------------- | ---------- |
| 2003 | Anugerah Musik Indonesia | Best Newcomers               |                      | Nominado   |
| 2003 | Anugerah Musik Indonesia | Best Producer                |                      | Nominado   |
| 2003 | Clear Top Ten Awards     | Best Newcomer                |                      | Ganador    |
| 2003 | MTV Ampuh                | Artist of the Year           |                      | Ganador    |
| 2003 | MTV Ampuh                | Group/Duo Artist of The Year |                      | Ganador    |
| 2006 | Anugerah Musik Indonesia | Best Album                   | No. Satu             | Nominado   |
| 2006 | Anugerah Musik Indonesia | Best Duo/Collaboration/Group |                      | Nominado   |
| 2006 | Anugerah Musik Indonesia | Best Produced Work           | "Teman Tapi Mesra"   | Ganador    |
| 2006 | SCTV Awards              | Top Singer                   |                      | Ganador    |
| 2006 | SCTV Music Awards        | Top Singer/Group             |                      | Nominado   |
| 2006 | SCTV Music Awards        | Best Video Clip              | "Teman Tapi Mesra"   | Nominado   |
| 2006 | MTV Ampuh                | Artist of the Year           |                      | Ganador    |
| 2006 | MTV Ampuh                | Group/Duo Artist of The Year |                      | Ganador    |
| 2006 | MTV Indonesia Awards     | Most Favorite Group/Band/Duo |                      | Nominado   |
| 2006 | MTV Indonesia Awards     | Video of the Year            | "Lelaki Buaya Darat" | Nominado   |
| 2007 | SCTV Music Awards        | Top Singer/Group             |                      | Nominado   |
| 2007 | SCTV Music Awards        | Top Video Clip               | "Lelaki Buaya Darat" | Nominado   |